# Final da Copa do Mundo de Ginástica Artística de 2002
A 11ª Final da Copa do Mundo de Ginástica Artística foi realizada na cidade de Stuttgart, na Alemanha, em 2002, e contou com as provas individuais por aparelhos femininos e masculinos, que totalizaram dez eventos.

## Eventos
- Solo masculino
- Barra fixa
- Barras paralelas
- Cavalo com alças
- Argolas
- Salto sobre a mesa masculino
- Trave
- Solo feminino
- Barras assimétricas
- Salto sobre a mesa feminino

## Medalhistas
| Evento              | Ouro                                            | Prata                    | Bronze                   |
| ------------------- | ----------------------------------------------- | ------------------------ | ------------------------ |
| Masculino           |                                                 |                          |                          |
| Solo                | ROU Marian Dragulescu                           | CAN Kyle Shewfelt        | BUL Jordan Jovtchev      |
| Cavalo com alças    | ROU Marius Urzica                               | ROU Ioan Suciu           | CHN Huang Xu             |
| Argolas             | BUL Jordan Jovtchev                             | ITA Andrea Coppolino     | HUN Szilveszter Csollany |
| Salto sobre a mesa  | CHN Lu Bin                                      | POL Leszek Blanik        | ROU Marian Dragulescu    |
| Barras paralelas    | CHN Li Xiaopeng                                 | CHN Huang Xu             | USA Sean Townsend        |
| Barra fixa          | SLO Aljaz Pegan                                 | AUS Philippe Rizzo       | GER Sven Kwiatkowski     |
| Feminino            |                                                 |                          |                          |
| Salto sobre a mesa  | UZB Oksana Chusovitina RUS Elena Zamolodchikova | nenhum                   | NED Verona van de Leur   |
| Barras assimétricas | ROU Oana Petrovschi                             | AUS Jacqui Dunn          | NED Verona van de Leur   |
| Trave               | CHN Sun Xiaojiao                                | RUS Elena Zamolodchikova | UZB Oksana Chusovitina   |
| Solo                | NED Verona van de Leur                          | CHN Zhang Nan            | AUS Allana Slater        |

## Quadro de medalhas
| Ordem | País           | Medalha de ouro | Medalha de prata | Medalha de bronze | Total |
| ----- | -------------- | --------------- | ---------------- | ----------------- | ----- |
| 1     | China          | 3               | 2                | 1                 | 6     |
| 2     | Roménia        | 3               | 1                | 1                 | 5     |
| 3     | Rússia         | 1               | 1                |                   | 2     |
| 4     | Países Baixos  | 1               |                  | 2                 | 3     |
| 5     | Uzbequistão    | 1               |                  | 1                 | 2     |
| 5     | Bulgária       | 1               |                  | 1                 | 2     |
| 7     | Eslovénia      | 1               |                  |                   | 1     |
| 8     | Austrália      |                 | 2                | 1                 | 3     |
| 9     | Itália         |                 | 1                |                   | 1     |
| 9     | Canadá         |                 | 1                |                   | 1     |
| 9     | Polónia        |                 | 1                |                   | 1     |
| 12    | Hungria        |                 |                  | 1                 | 1     |
| 12    | Alemanha       |                 |                  | 1                 | 1     |
| 12    | Estados Unidos |                 |                  | 1                 | 1     |
| TOTAL | TOTAL          | 11              | 9                | 11                | 31    |